# Cook (Nebraska)
Cook és una població dels Estats Units a l'estat de Nebraska. Segons el cens del 2000 tenia 322 habitants.

## Demografia
Segons el cens del 2000, Cook tenia 322 habitants, 159 habitatges, i 86 famílies. La densitat de població era de 731,3 habitants per km².
Dels 159 habitatges en un 20,8% hi vivien nens de menys de 18 anys, en un 47,8% hi vivien parelles casades, en un 5% dones solteres, i en un 45,3% no eren unitats familiars. En el 42,1% dels habitatges hi vivien persones soles el 28,3% de les quals corresponia a persones de 65 anys o més que vivien soles. El nombre mitjà de persones vivint en cada habitatge era de 2,03 i el nombre mitjà de persones que vivien en cada família era de 2,8.
Per edats la població es repartia de la següent manera: un 18,9% tenia menys de 18 anys, un 5,6% entre 18 i 24, un 19,6% entre 25 i 44, un 24,8% de 45 a 60 i un 31,1% 65 anys o més.
L'edat mediana era de 48 anys. Per cada 100 dones de 18 o més anys hi havia 75,2 homes.
La renda mediana per habitatge era de 28.594 $ i la renda mediana per família de 34.545 $. Els homes tenien una renda mediana de 29.750 $ mentre que les dones 18.750 $. La renda per capita de la població era de 18.204 $. Aproximadament el 2,2% de les famílies i el 6,8% de la població estaven per davall del llindar de pobresa.

## Poblacions més properes
El següent diagrama mostra les poblacions més properes.